# Loučky (Odry)
Loučky (německy Lautsch) jsou vesnice, část města Odry v okrese Nový Jičín. Nachází se asi 3 km na severozápad od Oder. Prochází zde silnice II/441. V roce 2017 zde bylo evidováno 200 adres. V roce 2017 zde trvale žilo 506 obyvatel.

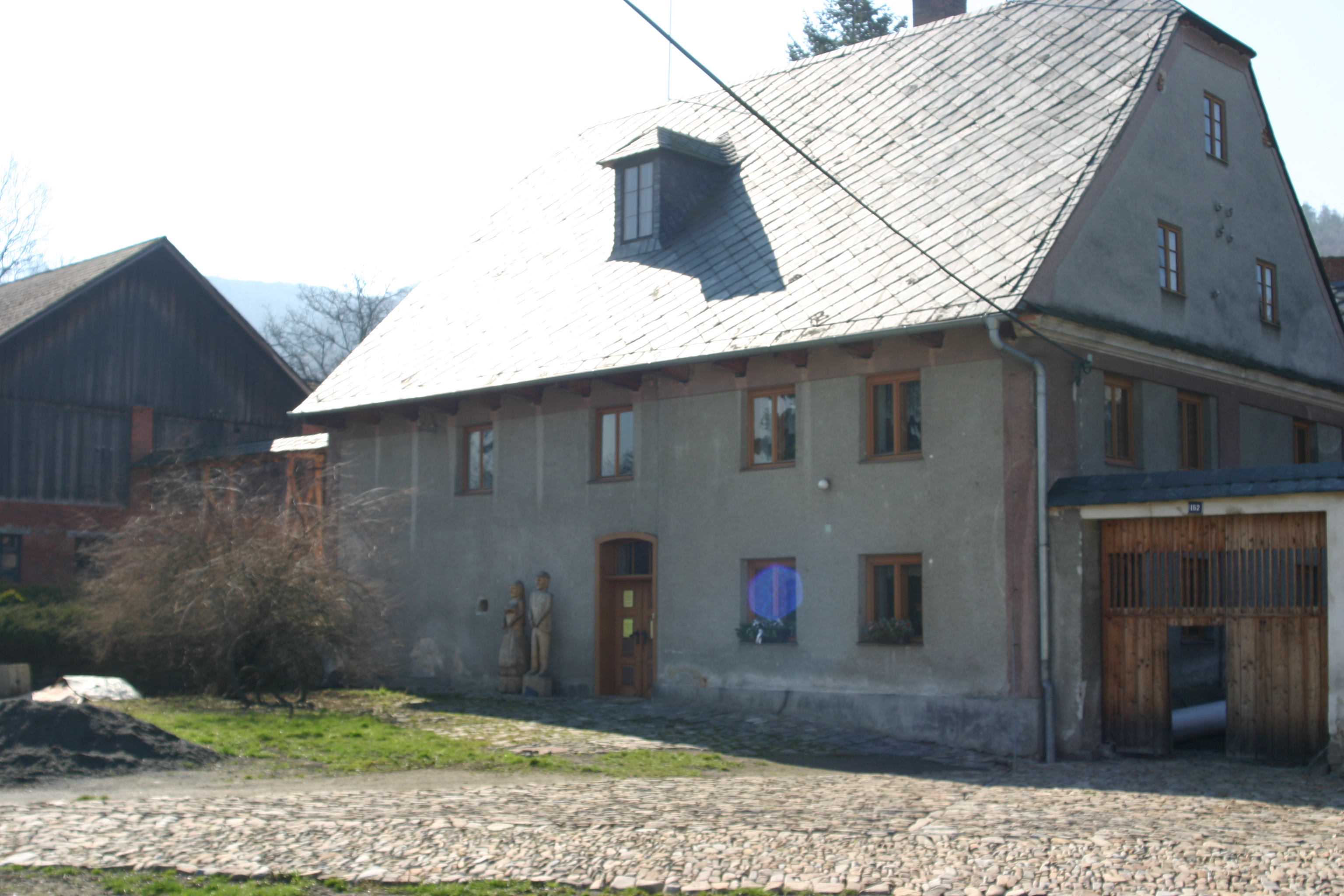
Vodní mlýn Wesselsky v obci Loučky

Loučky leží v katastrálním území Loučky nad Odrou o rozloze 5,84 km2.

## Most
V blízkosti kaple Panny Marie vedl přes řeku Odru krytý dřevěný most, který byl silně poničen povodní v roce 1952 a byl zbourán v červnu 1958. Dřevěný most byl 28,8 m dlouhý, 3,9 m široký a asi tři metry nad středem řečiště. Most stál na dvou dřevěných pilířích, které tvořilo pět dřevěných stojek zpevněných třemi vodorovnými příčkami. Stojky byly zapuštěny do vydlabaných otvorů 3,7 m dlouhého trámu, který byl uložen na dno řeky.
Ve vzdálenosti asi třiceti metrů od dřevěného mostu byl v roce 1952 postaven silniční ocelový příhradový obloukový most. Tento most byl vyroben v roce 1905 v Braneckých železárnách a překlenoval řeku Moravici u zaniklé obce Kerhartice na silnici z Kerhartic do Budišova nad Budišovkou v dnešní zátopové oblasti Kružberské přehrady. Nepotřebný most byl rozebrán a přemístěn do Louček firmou Pozemní stavby Opava v roce 1956 nákladem 1,2 milionů korun. Na mostě byl nápis: BRANKÁER EISENWERKE A. G. TROPPAU No 64 1905. Most byl rekonstruován v roce 2011.

## Významní rodáci
Jan Rudolf Kutchker (1810–1881 ve Vídni), ThDr., profesor morálky na bohoslovecké fakultě v Olomouci, děkan a rektor olomoucké Františkovy univerzity. Od roku 1876 vídeňským arcibiskupem, od roku 1877 kardinálem.